# Thibaut Regard
Pas d'image ? Cliquez ici

a Compétitions nationales et continentales officielles uniquement.

b Matchs officiels uniquement.
Dernière mise à jour le 2 janvier 2022.
Thibaut Regard, né le 6 août 1993, est un joueur français de rugby à XV jouant au poste de centre ou ailier au sein du Lyon OU.

## Biographie
Il a débuté le rugby, en janvier 2000, à l'âge de 6 ans à l'ASPTT Bron-Saint Priest puis a rejoint l'EMS Bron XV en 2002. Il a été recruté par le Lyon OU en 2008 à l'âge de 15 ans. 
Il compte plus de 200 matchs officiels avec l'équipe professionnelle du LOU.

## Palmarès
- Championnat de France Crabos :
  - Champion : 2012 avec le Lyon OU
- Championnat de France de 2e division :
  - Champion : 2014 et 2016 avec le Lyon OU[3].